# Ricky Hendrick
Joseph Riddick Hendrick IV (Charlotte, 2 aprile 1980 – Martinsville, 24 ottobre 2004) è stato un pilota automobilistico statunitense, figlio di Rick Hendrick.

## Carriera
Dal 1999 al 2002 ha corso nella NASCAR Sprint Cup Series, prendendo parte a 49 gare. Dal 2000 al 2001 ha gareggiato nella NASCAR Camping World Truck Series, vincendo una gara.
Il 24 ottobre 2004, Hendrick è morto in un incidente aereo vicino a Martinsville in Virginia, assieme ad altre nove persone. L'aereo, si è schiantato sulle Bull Mountain, a causa di errori da parte del pilota e della nebbia.